# Marrit Jasper
Marrit Jasper, född 28 februari 1996, är en nederländsk volleybollspelare (spiker). Hon spelar (2025) för KS Developres Rzeszów och seniorlandslaget. Tidigare har hon spelat för Volley-Ball Nantes, Cuneo Granda Volley, Volley Millenium Brescia, Ladies in Black Aachen, Dresdner SC 1898, VfB Suhl Lotto Thüringen och VC Sneek.